# Gouverneur du Baloutchistan
Le gouverneur du Baloutchistan est le représentant de l'État dans la province pakistanaise du Baloutchistan. Il est nommé par le président de la République sur le conseil du Premier ministre. Son pouvoir est généralement assez limité, alors que le pouvoir exécutif local repose surtout entre les mains du ministre en chef. 

## Histoire
La fonction est créée le 1er juillet 1970 par le président Muhammad Yahya Khan après la dissolution de la province du Pakistan occidental qui est remplacée par les quatre provinces actuelles, dont celle du Baloutchistan.

## Liste
| #  | Gouverneur                         | Début de fonction | Fin de fonction   | Affiliation                           |
| -- | ---------------------------------- | ----------------- | ----------------- | ------------------------------------- |
| 1  | Lt. General Riaz Hussain           | 1er juillet 1970  | 25 décembre 1971  | Armée pakistanaise                    |
| 2  | Nawab Ghous Bakhsh Raisani         | 29 décembre 1971  | 13 avril 1972     | Indépendant                           |
| 3  | Ghaus Bakhsh Bizenjo               | 29 avril 1972     | 15 février 1973   | Parti national Awami                  |
| 4  | Nawab Akbar Khan Bugti             | 15 février 1973   | 2 janvier 1974    | Jamhoori Wattan                       |
| 5  | Ahmad Yar Khan                     | 2 janvier 1974    | 5 juillet 1977    | Indépendant                           |
| 6  | Khuda Bakhsh Marri                 | 5 juillet 1977    | 18 septembre 1978 | Indépendant                           |
| 7  | Rahimuddin Khan                    | 18 septembre 1978 | 12 mars 1984      | Armée pakistanaise                    |
| 8  | F.S. Khan Lodhi                    | 22 mars 1984      | 18 novembre 1984  | Armée pakistanaise                    |
| 9  | Khushdil Khan Afridi               | 18 décembre 1984  | 30 décembre 1985  | Armée pakistanaise                    |
| 10 | Musa Khan                          | 30 décembre 1985  | 12 mars 1991      | Indépendant                           |
| 11 | Mir Hazar Khan Khoso               | 12 mars 1991      | 13 juillet 1991   | Indépendant                           |
| 12 | Gul Mohammad Khan Jogezai          | 13 juillet 1991   | 19 juillet 1993   | Indépendant                           |
| 13 | Sardar Abdur Rahim Durrani         | 19 juillet 1993   | 19 mai 1994       | Indépendant                           |
| 14 | Imran Ullah Khan                   | 19 mai 1994       | 8 avril 1997      | Parti du peuple pakistanais           |
| 15 | Mir Abdul Jabbar                   | 10 avril 1997     | 22 avril 1997     | Indépendant                           |
| 16 | Miangul Aurangzeb                  | 22 avril 1997     | 17 août 1999      | Ligue musulmane du Pakistan (N)       |
| 17 | Sayed Muhammad Fazal Agha          | 18 août 1999      | 12 octobre 1999   | Indépendant                           |
| 18 | Amir-ul-Mulk Mengal                | 25 octobre 1999   | 29 janvier 2003   | Indépendant                           |
| 19 | Abdul Qadir Baloch                 | 1er février 2003  | 11 août 2003      | Indépendant                           |
| 20 | Owais Ahmed Ghani                  | 11 août 2003      | 5 janvier 2008    | Indépendant                           |
| 21 | Justice Amanullah Yaseenzai        | 5 janvier 2008    | 28 février 2008   | Indépendant                           |
| 22 | Nawab Zulfikar Ali Magsi           | 28 février 2008   | 11 juin 2013      | Parti du peuple pakistanais           |
| 23 | Mohammad Khan Achakzai             | 11 juin 2013      | 6 septembre 2018  | Pashtunkhwa Milli Awami               |
|    | Abdul Quddus Bizenjo               | 6 septembre 2018  | 4 octobre 2018    | Parti baloutche Awami                 |
| 24 | Amanullah Khan Yasinzai            | 4 octobre 2018    | 7 juillet 2021    | Indépendant                           |
| 25 | Zahoor Ahmad Agha                  | 9 juillet 2021    | 19 avril 2022     | Mouvement du Pakistan pour la justice |
|    | Jan Muhammad Jamali (intérim)      | 19 avril 2022     | 5 mars 2023       | Parti baloutche Awami                 |
| 26 | Malik Abdul Wali Kakar             | 5 mars 2023       | 6 mai 2024        | Parti national baloutche              |
| 27 | Sheikh Jaffar Khan Mandokhail (en) | 6 mai 2024        | en fonction       | Ligue musulmane du Pakistan (N)       |